# Haruo Nakajima
Haruo Nakajima (jap. 中島春雄 Nakajima Haruo; ur. 1 stycznia 1929 w Sakacie, w prefekturze Yamagata, zm. 7 sierpnia 2017) – japoński aktor i kaskader.
Najbardziej znany z roli Godzilli w dwunastu różnych filmach powstałych w latach 1954-1972. Wcielił się również w inne gigantyczne potwory, jak: Rodan, Meganulon, Moguera, Varan, Mothra, Baragon, Gaira, King Kong, Gezora, Ganimes oraz Gryfon w filmie Szerokość geograficzna zero. Jego ostatnim filmem z serii o Godzilli był Godzilla kontra Gigan.
Nakajima był również choreografem filmowych walk Godzilli.

## Filmografia

### Filmy
- 1952: Miecz do wynajęcia
- 1952: Orzeł Pacyfiku – żołnierz
- 1954: Siedmiu samurajów – jeden z bandytów
- 1954: Godzilla –
  - Godzilla,
  - dziennikarz
- 1954: Tōmei ningen – Akita
- 1955: Half Human – górski poszukiwacz
- 1955: Godzilla kontratakuje – Godzilla
- 1956: Legenda Białego Węża – opiekun świątyni
- 1956: Podziemie
- 1956: Bunt na pełnym morzu
- 1956: Rodan – ptak śmierci –
  - Rodan,
  - Meganulon,
  - żołnierz Japońskich Sił Samoobrony
- 1957: Taian kichijitsu – kierowca
- 1957: Chieko-sho
- 1957: Saigo no dasso
- 1957: The Mysterians –
  - Moguera,
  - jeden z Mysterian,
  - żołnierz wyskakujący z czołgu,
  - policjant
- 1958: The H-Man –
  - Człowiek z cieczy #1
  - marynarz Chousuke,
- 1958: Varan the Unbelievable –
  - Varan / Górski Bóg Baradagi,
  - dowódca minowca Isonami
- 1958: Otona niwa Wakaranai: Seishun hakusho – reporter
- 1958: Ukryta forteca – żołnierz Akizukiego
- 1959: Ankokugai no kaoyaku – klient lunaparku
- 1959 Kitsune to tanuki – odwiedzający welodrom
- 1959: Submarine I-57 Will Not Surrender – członek załogi
- 1959: Saga zbójników
- 1959: Placówka straceńców – żołnierz
- 1960: Konfrontacja w podziemiu – pachołek
- 1960: Densō ningen – oficer policji w Shinojimie
- 1960: Burza nad Pacyfikiem
- 1960: Musume tsuma haha – kucharz kafeterii
- 1960: Człowiek przeciw człowiekowi – klient kasyna
- 1960: Ōzora no yarōdomo – reporter na lotnisku
- 1960: Dokuritsu gurentai nishi-e – żołnierz #8
- 1960: The Human Vapor –  Ludzka Para w przejściowej fazie
- 1961: Opowieść z zamku w Osace
- 1961: Ankokugai no dankon – bywalec tawerny
- 1961: Minami no kaze to nami – rybak
- 1961: Straż przyboczna
- 1961: Daigaku no Wakadaishō
- 1961: Mothra –
  - Mothra,
  - ewakuujący się tokijczyk
- 1961: The Last War – policjant kierujący ewakuowanym tłumem
- 1961: Yato kaze no naka o hashiru – rybak
- 1962: Gorath – Maguma
- 1963: Atak ludzi grzybów – Matango
- 1963: Sengoku yarō
- 1963: Nippon ichi no iro otoko – gość
- 1963: Eburi manshi no yūga-na seikatsu – uczestnik pogrzebu
- 1963: Atragon –
  - nurek Mu,
  - żołnierz Japońskich Sił Samoobrony
- 1964: Midareru – sklepikarz
- 1964: Aa bakudan – gracz pachinko
- 1964: Mothra kontra Godzilla – Godzilla
- 1964: Musekinin yūkyōden –
  - szklarz,
  - krupier w Makau
- 1964: Dogora – człowiek w pobliżu elektrowni cieplnej
- 1964: Horafuki taikōki
- 1964: Ghidorah – Trójgłowy potwór – Godzilla
- 1965: Nikutai no gakko – mężczyzna
- 1965: Odwrót z Kiski – żołnierz Kiski
- 1965: Frankenstein Conquers the World –
  - Baragon,
  - żołnierz
- 1965: Kemonomichi – detektyw
- 1965: Kurējī no daiboken –
  - detektyw,
  - żołnierz japońskiej floty
- 1965: Hyappatsu hyakuchu – detektyw
- 1965: Inwazja potworów – Godzilla
- 1966: Shachō gyōjōki
- 1966: Kurējī da yo: kisōtengai – gracz w salonie pachinko
- 1966: Pojedynek potworów – Gaira
- 1966: Ebirah – potwór z głębin – Godzilla
- 1967: Izu no odoriko – gość hotelowy
- 1967: Ucieczka King Konga –
  - King Kong,
  - jeden z widzów
- 1967: Syn Godzilli – Godzilla
- 1968: Zniszczyć wszystkie potwory –
  - Godzilla,
  - Baragon
  - jeden z doradców wojskowych

- 1968: Admirał Yamamoto –
  - żołnierz na Hiryū,
  - oficer sztabowy
- 1969: Kurējī no dai bakuhatsu – policjant w budce policyjnej
- 1969: Burakku komedi ā! Baka – małżonek w metrze
- 1969: Szerokość geograficzna zero –
  - Kroiga jako Gryfon,
  - człowiek-nietoperz #1,
  - gigantyczny szczur #1
- 1969: Japonia i miecz – oficer sztabowy pierwszej floty
- 1969: Nippon ichi no danzetsu otoko – hazardzista
- 1969: Mito Kōmon man’yū-ki – hazardzista
- 1969: Rewanż Godzilli – Godzilla
- 1970: Space Amoeba –
  - Gezora,
  - Ganimes,
  - Taro Kudo (sceny pod wodą)
- 1971: Shōwa hito keta shachō tai futa keta shain – ochroniarz w elektrowni Taiyo
- 1971: Ame wa shitteita – badający
- 1971: Godzilla kontra Hedora –
  - Godzilla,
  - jeden z ludzi na ekranie TV,
  - podoficer
- 1972: Godzilla kontra Gigan –
  - Godzilla,
  - pracownik wydawnictwa mangowego,
  - oficer Japońskich Sił Samoobrony
- 1973: Zagłada Japonii – szofer premiera

### Seriale
- 1966: Ultra Q –
  - Gomess (odc. 1),
  - komendant policji (odc. 8),
  - Pagos (odc. 18)
- 1966-1967: Ultraman –
  - Neronga (odc. 3),
  - Gabora (odc. 9),
  - Jirass (odc. 10),
  - ojciec Tabo (odc. 25),
  - Kemur Man II (odc. 35),
  - kapitan policji (odc. 35),
  - Kiyla (odc. 38)
- 1967: Taiyō no Aitsu – Tanabe / Gaira
- 1967-1968: Ultraseven – U-Tom (odc. 17)
- 1970: Chibira-kun –
  - Tongari (odc. 11),
  - Gabagorō (odc. 15)